# 彰冠镇
彰冠镇，原为彰冠乡，是中华人民共和国四川省凉山彝族自治州会理市下辖的一个乡镇级行政单位。2019年12月，撤销富乐镇和爱民乡，将其所属行政区域划归彰冠镇管辖。

## 行政区划
彰冠镇下辖以下地区：
兴垣村、古桥村、金星村、魁阁村、湾塘村、代管村、石河村和万红村。